# Филолай
Филолай (на старогръцки: Φιλόλαος) е древногръцки философ.
Роден е около 470 г. пр.н.е. в Таранто или Кротоне.
Ученик е на Питагор. След смъртта му бяга първо в Лукания, а след това – в Тива.
На Филолай се приписва създаването на теорията, че Земята не е център на Вселената.
Според източници умира след 400 г. пр.н.е.